# 망월묘지공원

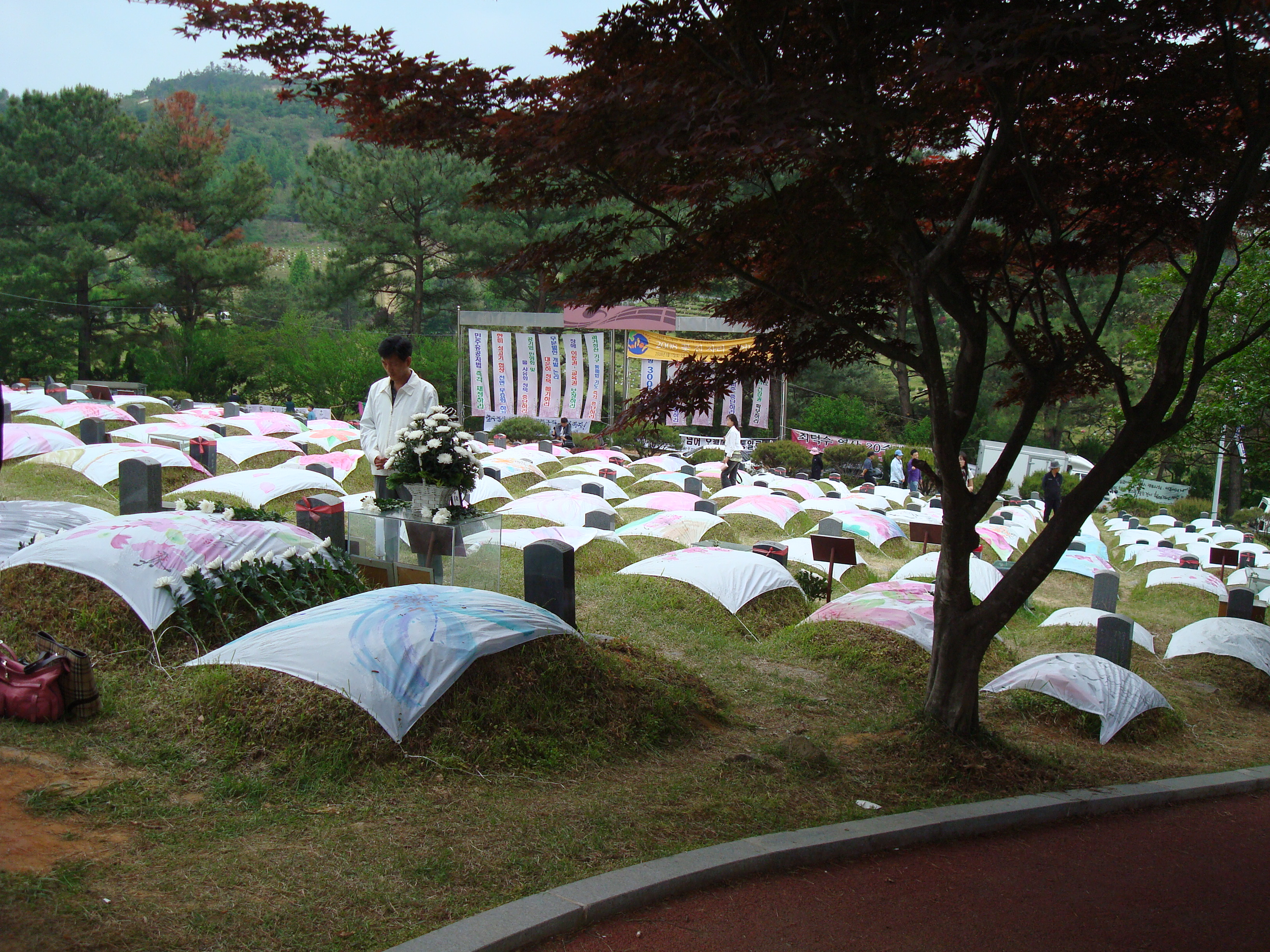
망월묘지공원

망월묘지공원(望月墓地公園)은 광주광역시 북구 민주로 285 (수곡동)에 있는 시립묘지다. 광주광역시 도시공사가 관리한다.

## 역사
원래부터 공원묘지로 관리되던 곳이었다. 이 때문에 5·18 광주 민주화 운동 당시 사망한 사람들이 유족이나 신군부에 의해 제3묘역에 묻혔다. 이후 국립 5·18 민주 묘지가 완공되면서 광주 민주화 운동 희생자들의 무덤은 국립 5·18 민주 묘지로 거의 대부분 옮겨졌다. 이장이 되어 가묘가 된 광주 희생자들의 묘역도 그들을 기리기 위해 관리되고 있다. 1987년 6월 9일 최루탄을 맞아 사경을 헤메다 사망한 故 이한열
열사가 잠들어 있는곳이기도 하다.

## 안장된 유명인
- 강경대
- 이한열
- 이병렬 (1967년)
- 백남기
- 위르겐 힌츠페터
- 홍번 (사회운동가)
- 배은심 (이한열 열사 어머니)
- 이병섭 (이한열 열사 아버지)

### 5.18 국립묘지로 이장
- 김홍일 (1948년)

## 같이 보기
- 국립 5·18 민주 묘지
- 모란공원